# Fast (canção de Demi Lovato)
"Fast" é uma canção da cantora e compositora estadunidense Demi Lovato. A música foi lançada em 1 de agosto de 2025, como o primeiro single de seu futuro nono álbum de estúdio.

## Antecedentes
"Fast" marca o retorno ao pop após o álbum punk-rock, Holy Fvck, lançado em 2022. A música foi inicialmente divulgada por meio de trechos de vídeo nas redes sociais da cantora, destacando seu som influenciado pelo EDM. Seu lançamento sugere uma mudança musical de volta ao estilo de suas canções pop anteriores, como "Cool for the Summer" e "Sorry Not Sorry". Antes do lançamento de Holy Fvck, Demi declarou simbolicamente o fim de sua era pop postando uma foto no Instagram vestida de preto com sua equipe, com a legenda "Um funeral para minha música pop". A promoção de "Fast" sinalizou o ressurgimento desse som anterior.

## Promoção
Em 30 de julho de 2025, Demi revisitou a loja de iogurte The Bigg Chill, quatro anos após uma polêmica decorrente de comentários que ela fez sobre os produtos dietéticos da loja. No mesmo dia, ela compartilhou um vídeo filmado dentro da loja The Bigg Chill dublando um trecho dela abordando a polêmica em 2021, seguido por um teaser de "Fast". De acordo com o TMZ, Fontes familiarizadas com a situação que Demi entrou em contato recentemente com a família proprietária do Bigg Chill, e o sentimento foi mútuo — eles estavam emocionados por tê-la de volta. "Demi queria consertar as coisas do passado e escolheu visitá-la logo após a inauguração da loja".